# Euler-Mascheronijeva konstanta
Euler-Mascheronijeva konstánta [ôjler-mašerónijeva ~] je matematična konstanta, ki se največ uporablja v analizi in teoriji števil. Po navadi je označena z majhno grško črko γ (gama). Določena je kot limita razlike med harmonično vrsto in naravnim logaritmom:
{\displaystyle \gamma =\lim _{n\rightarrow \infty }\left[\left(\sum _{k=1}^{n}{\frac {1}{k}}\right)-\ln n\right]=\int _{1}^{\infty }\left({\frac {1}{\lfloor x\rfloor }}-{\frac {1}{x}}\right)\,\mathrm {d} x\!\,.}
Konstanta je podana tudi s posplošenim integralom:
{\displaystyle \gamma =-\int _{0}^{\infty }{\frac {\ln x}{e^{x}}}\,\mathrm {d} x\!\,.}
Njena desetiška vrednost je (OEIS A001620):
γ = 0,5772156649015328606065120900824024310421593359399235988057672348848677267776646709369470632917467495...
Od 3. januarja 2008 je znanih 131,151,000 števk.

## Zgodovina
Konstanto je prvi uvedel Leonhard Euler (1707–1783) leta 1734 z zgornjo limito in izračunal prvih pet števk z vrednostjo γ = 0,577218. Konstanto je označil s C in O ter izračunal še prvih 16 števk leta 1781. Konstanta se je pojavila leta 1735 v njegovem članku De Progressionibus harmonicis observationes (Eneström Index 43). Zaradi tega se včasih imenuje tudi Eulerjeva konstanta. 
Geometer Lorenzo Mascheroni (1750–1800), ki je izračunal 32 števk, 19 pa je bilo pravilnih, je leta 1790 za konstanto uporabljal črko A. Znak γ se drugače ne pojavlja nikjer v Eulerjevem ali Mascheronijevem delu, in so ga izbrali kasneje zaradi povezave konstante s funkcijo Γ.

## Uporaba
Euler-Mascheronijeva konstanta se med drugim pojavlja v:
- izrazih za eksponentni integral:

{\displaystyle \operatorname {Ei} \,(x)=\gamma +\ln x+\sum _{k=1}^{\infty }{\frac {x^{k}}{k\;k!}}\,,\qquad (x>0)\!\,}
{\displaystyle E_{1}(z)=-\gamma -\ln z+\sum _{k=1}^{\infty }{\frac {(-1)^{k+1}z^{k}}{k\;k!}}\,,\qquad (\Re (z)>0)\!\,}
- Laplaceovi transformaciji za naravni logaritem:

{\displaystyle -{\frac {t_{0}}{s}}{\Big [}\ln(t_{0}s)+\gamma {\Big ]}\,,\qquad (\Re (s)>0)\!\,}
- prvem členu razvoja Riemannove funkcije ζ s Taylorjevo vrsto, kjer je prva od Stieltjesovih konstant {\displaystyle \gamma _{0}}:

{\displaystyle \gamma =1-\sum _{n=2}^{\infty }{\frac {1}{n}}{\Big [}\zeta (n)-1{\Big ]}\!\,}
- enačbi za produkt funkcije Γ:

{\displaystyle \gamma =-\Gamma '(1)\!\,}
- računih funkcije digama ψ0(x):

{\displaystyle \gamma =\psi _{0}(1)\!\,}
- neenakosti za Eulerjevo funkcijo φ:

{\displaystyle \varphi (n)>{\frac {n}{e^{\gamma }\;\log \log n+{\frac {3}{\log \log n}}}},\qquad (n>2)\!\,}
- stopnji rasti števila deliteljev:

{\displaystyle \sum _{n\leq x}d(n)=x\log x+(2\gamma -1)x+O({\sqrt {x}})\,,\qquad (x\geq 1)\!\,}
- računu Meissel-Mertensove konstante
- tretjem Mertensovem izreku:

{\displaystyle \lim _{n\to \infty }\ln n\prod _{p\in \mathbb {P}  \atop p<n}\left(1-{\frac {1}{p}}\right)={\frac {1}{e^{\gamma }}}\!\,}
- v asimptotičnem približku rešitve Besslove funkcije druge vrste

{\displaystyle Y_{\nu }(x)\rightarrow {\begin{cases}{\frac {2}{\pi }}{\Big [}\ln(x/2)+\gamma {\Big ]}\,;&\nu =0\\\\-{\frac {\Gamma (\alpha )}{\pi }}\left({\frac {2}{x}}\right)^{\nu }\,;&\nu >0\end{cases}}\!\,}

## Značilnosti
Ni znano ali je konstanta γ algebrsko ali transcendentno število. Ni znano niti ali je iracionalno število ali ne. Raziskave verižnih ulomkov kažejo, da če je γ racionalno število a/b, ima njen imenovalec b vsaj 242.080 števk. Hardy je menda ponudil svoj odstop od stolice na Univerzi v Oxfordu vsakomur, ki bi dokazal ali je γ iracionalna, čeprav ni o tem nobenega pisnega vira. Conway in Guy sta pripravljena staviti, da je transcendentno število, čeprav v svojih življenjih ne pričakujeta dokaza. Ker je γ prisotna na mnogih področjih, predstavlja njena iracionalnost enega od glavnih nerešenih problemov v matematiki.